# Radians per segon
Els radians per segon (símbol: rad·s−1 o rad/s) és la unitat del Sistema Internacional d'Unitats de la velocitat angular, denotada per la lletra ω (omega). Els radians per segon es defineixen com el canvi d'orientació d'un objecte, en radians, cada segon.
| Velocitat angular (ω) | Freqüència {\displaystyle f={\frac {w}{2\pi }}}   |
| --------------------- | ------------------------------------------------- |
| 2π rad/s              | 1 Hertz (Hz)                                      |
| 1 rad/s               | Aproximadament 0.159155 Hz                        |
| 1 rad/s               | Aproximadament 57.29578 graus per segon           |
| 1 rad/s               | Aproximadament 9.5493 revolucions per minut (RPM) |
| 0.1047 rad/s          | Aproximadament 1 RPM                              |

A causa que els radians són una magnitud adimensional, els radians per segon són dimensionalment equivalent als Hertz, tots dos són definits com a s−1. Cal llavors gran cura per evitar confondre la freqüència angular (o velocitat angular) ω i la freqüència {\displaystyle f}.